# 천국의 우편배달부
《천국의 우편배달부》(天國의 郵便配達夫)는 SBS와 TV아사히에서 합작한 드라마 형식의 영화로 2009년 11월 11일 개봉하였다.

## 등장 인물
- 김재중
- 한효주

## 제작진
- 각본 - 키타가와 에리코
- 연출 - 이형민
- 제작 - 삼화네트웍스

## 기타사항
다양한 컨텐츠 활용이라는 제작 의도에 따라 TV 방영, 극장 상영, 만화책 및 한국어 교재 발매(일본) 등 다양한 부가 컨텐츠로 제작·활용되었다.

## 같이 보기
텔레시네마 시리즈
- 내 눈에 콩깍지
- 천국의 우편배달부
- 돌멩이의 꿈
- 트라이앵글
- 낙원
- 나의 19세
- 결혼식 후에